# Cerveteri rosso secco
Il Cerveteri rosso secco è un vino DOC la cui produzione è consentita nelle province di Roma e Viterbo.

## Caratteristiche organolettiche
- colore: rosso rubino più o meno intenso.
- odore: vinoso.
- sapore: secco, sapido, armonico, di giusto corpo

## Produzione
Provincia, stagione, volume in ettolitri
- Roma  (1990/91)  3168,0
- Roma  (1991/92)  5465,57
- Roma  (1992/93)  4592,99
- Roma  (1993/94)  4087,62
- Roma  (1994/95)  2816,36
- Roma  (1995/96)  2373,54